# The World Ruler
The World Ruler (estilizado como The WORLD Ruler) é o quarto álbum de estúdio da banda japonesa Nightmare lançado em 28 de fevereiro de 2007 pela gravadora VAP. As faixas "the WORLD" e "Alumina" foram lançadas como single duplo, e são temas de abertura e encerramento do anime Death Note, respectivamente.

## Recepção
Alcançou a sexta posição na Oricon Albums Chart e manteve-se por oito semanas.
Em 2021, a Kerrang! listou The World Ruler como um dos 13 álbuns japoneses de rock e metal essenciais.

## Turnê
A turnê de promoção do lançamento do álbum, "<the WORLD RULER>" contou com 17 shows pelo Japão e terminou em 12 de maio de 2007 com um show em Yokohama BLITZ.

## Faixas
| N.º            | Título                              | Duração |  |
| 1.             | "BOYS, BE SUSPICIOUS"               | 4:03    |  |
| 2.             | "PHANTOM"                           | 1:33    |  |
| 3.             | "the WORLD"                         | 3:48    |  |
| 4.             | "Criminal Baby"                     | 3:34    |  |
| 5.             | "Alice"                             | 4:15    |  |
| 6.             | "crevasse"                          | 4:55    |  |
| 7.             | "18Sai" (18歳)                      | 3:28    |  |
| 8.             | "Black Sick Spider"                 | 3:57    |  |
| 9.             | "Gianizm Shichi" (ジャイアニズム叱) | 5:06    |  |
| 10.            | "The FOOL"                          | 0:47    |  |
| 11.            | "Alumina" (アルミナ)                | 5:05    |  |
| 12.            | "Morpho"                            | 5:51    |  |
| 13.            | "Lulu 〜lulu〜" (縷々〜lulu〜)      | 4:32    |  |
| Duração total: | Duração total:                      | 51:27   |  |

## Créditos
Nightmare
- Yomi – vocal
- Sakito (咲人) – guitarra
- Hitsugi (柩) – guitarra
- Ni~ya – baixo
- Ruka – bateria